# Kornel
Kornel (Cornus) er en slægt med ca. 25 arter, som er udbredt overalt på den nordlige halvkugle med de fleste arter i Østasien. Også i Nordamerika findes et stort antal arter, men færre i Mellemamerika. I hele Østafrika og i Sydamerika findes kun en enkelt art hvert sted. De fleste arter er løvfældende buske og småtræer, men enkelte arter er flerårige urter. Kornellerne er oftest løvfældende, men stedsegrønne arter findes dog. Bladene sidder oftest modsat, og de er hele og stilkede med hel rand og buede bladribber. Blomsterne er samlet i endestillede klaser, skærme eller hoveder. De enkelte blomster er 4-tallige og regelmæssige. Kronbladene er oftest hvide, men gule og violette farver findes også. Frugterne er stenfrugter, som oftest er enkeltstillede, men nogle arter danner samlefrugter med mange, små stenfrugter.
| Beskrevne arter |

- Hvid kornel (Cornus alba)
- Canadisk hønsebær (Cornus canadensis)
- Etagekornel (Cornus controversa)
- Blomsterkornel (Cornus florida)
- Koreakornel (Cornus kousa)
- Kirsebærkornel (Cornus mas)
- Rød kornel (Cornus sanguinea)
- Pilekornel (Cornus sericea) = Cornus stolonifera
- Svensk hønsebær (Cornus suecica)

| Andre arter |

| - Cornus alternifolia - Cornus amomum - Cornus bretschneideri - Cornus capitata - Cornus chinensis - Cornus coreana - Cornus disciflora - Cornus drummondii - Cornus elliptica - Cornus foemina - Cornus fulvescens - Cornus glabrata - Cornus hemsleyi - Cornus hessei - Cornus hongkongensis | - Cornus koehneana - Cornus koenigii - Cornus macrophylla - Cornus nuttallii - Cornus oblonga - Cornus officinalis - Cornus pumila - Cornus quinquenervis - Cornus racemosa - Cornus rugosa - Cornus schindleri - Cornus unalaschkensis - Cornus walteri - Cornus wilsoniana |

Se også listen med alle arter af Kornel i Danmark: Kornel (Cornus) i Danmark